# 瓜納阿卡維韋斯半島
瓜納阿卡維韋斯半島（英語：Guanahacabibes Peninsula）是古巴的半島，位於該島最西端，由比那爾德里奧省負責管轄，附近海域是龍蝦和紅鯛魚的出產地，該地區經常受颶風威脅。